# Martinsville Speedway
Martinsville Speedway ist eine NASCAR-Rennstrecke bei Martinsville, Virginia und im Besitz der International Speedway Corporation. Mit einer Länge von 0,526 Meilen ist sie die kürzeste Strecke im NASCAR Sprint Cup. Martinsville Speedway war einer der ersten gepflasterten „Superspeedways“ von NASCAR und wurde 1947 durch H. Clay Earles erbaut. Seine Form wird oftmals als Büroklammer ('the paper-clip') beschrieben. Die Kurven sind nur um 12° überhöht. Die Kombination aus relativ langen Geraden und flachen, engen Kurven erfordert hartes Bremsen beim Einlenken und sanftes Beschleunigen am Kurvenausgang.

## Geschichte
Ursprünglich befand sich die Rennstrecke im gemeinsamen Besitz der Brüder Jim und Bill France junior sowie H. Clay Earles, der die Mehrheit an der Strecke besaß. Mit dem Tod von Mary Weatherford, der Tochter von Earles, wurde der Martinsville Speedway im Jahre 2004 für 192 Mio. US-Dollar an die International Speedway Corporation und somit an die Familie France verkauft, die seitdem alleiniger Eigentümer ist.

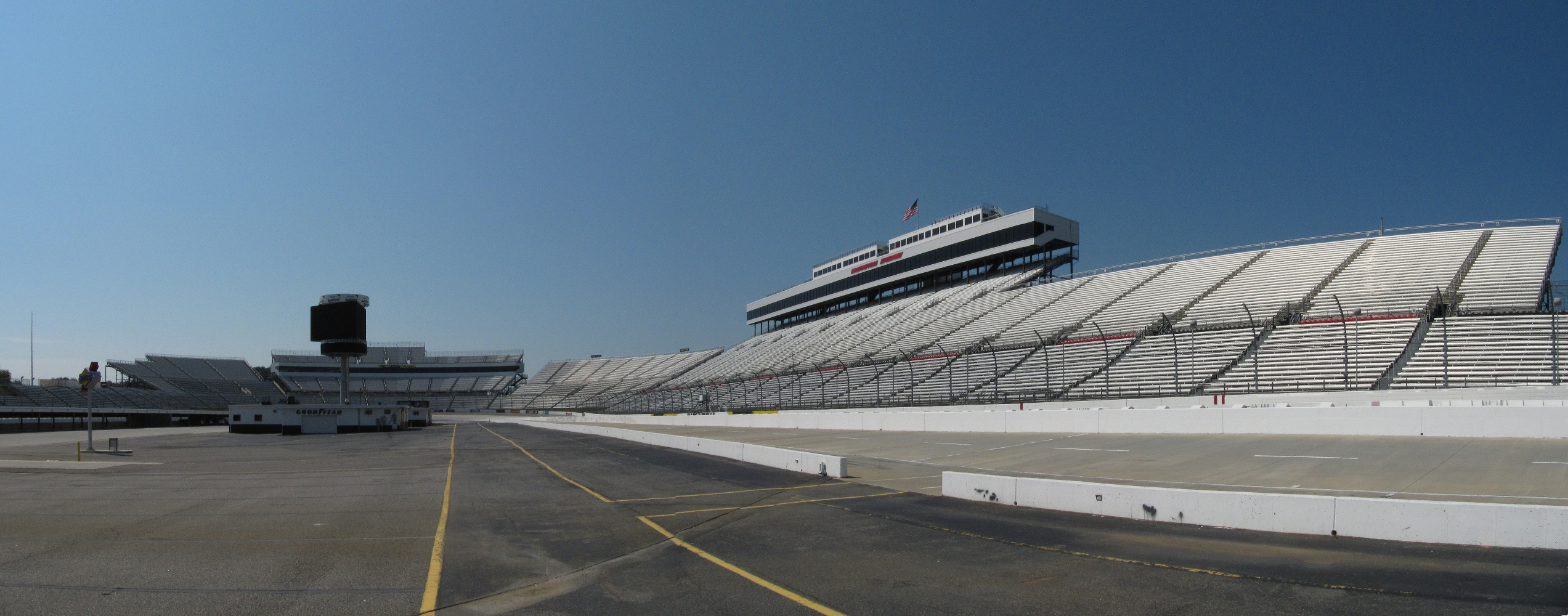
Sicht vom Infield auf die Haupttribüne.

Es existieren Pläne, die Zuschauerkapazität von derzeit 65.000 Plätzen um zusätzliche 20.000 Plätze auf 85.000 Plätze zu erhöhen. Seit dem Verkauf gab es aber keine weiteren Informationen zum Ausbau.
Auf dem Martinsville Speedway werden zwei NASCAR-Sprint-Cup-Rennen ausgetragen, das Goody’s Fast Pain Relief 500 im April sowie das TUMS QuikPak 500 als Runde sechs im Chase for the Sprint Cup im Oktober. Zusätzlich machen die Craftsman Truck Series sowie die Whelen Modified Tour einen Stopp in Martinsville.
Von 1982 bis 1994 und im Jahr 2006 war der Martinsville Speedway zusätzlich Austragungsort der NASCAR Nationwide Series. Die Veranstaltung wurde im Jahr 2007 aus dem Kalender genommen, um an dem freiwerdenden Termin ein Rennen auf dem Circuit Gilles-Villeneuve in Montreal veranstalten zu können.

## Aktuelle Veranstaltungen
- NASCAR Sprint Cup – STP 500
- NASCAR Sprint Cup – Goody’s Fast Relief 500
- NASCAR Camping World Truck Series – Alpha Energy Solutions 250
- NASCAR Camping World Truck Series – Texas Roadhouse 200 presented by Alpha Energy Solutions
- NASCAR Whelen Modified Tour und Whelen Southern Modified Tour kombiniertes Rennen – Whelen Made in America 300 (ein „Letzte Chance“-Rennen über 50 Runden und ein Hauptrennen über 250 Runden)

## Streckenrekorde
- NASCAR Sprint Cup Qualifying: Denny Hamlin, 19,013 s (99,595 mph), 25. Oktober 2013
- NASCAR Sprint Cup Rennen: Jeff Gordon, 3:11:54 (82,223 mph), 22. September 1996
- NASCAR Nationwide Series Qualifying: Clint Bowyer, 19,735 s (95,951 mph), 2006
- NASCAR Nationwide Series Rennen: Jack Ingram, 1:42:16 (77,751 mph), 25. März 1984 (250 Runden)
- NASCAR Craftsman Truck Series Qualifying: Mike Skinner, 19,728 s (95,985 mph), 2007
- NASCAR Craftsman Truck Series Rennen: Rich Bickle, 1:47:18 (75,296 mph), 27. September 1997
- NASCAR Whelen Modified Tour Qualifying: Greg Sacks, 18,746 s (101,014 mph), 1986.
- NASCAR Combined Modified Rennen: Ted Christopher, 55,773 mph, 2005 (kombiniertes Rennen mit 250 Runden)